# Chang Xiangyu
Chang Xiangyu (chinois : 常香玉 ; pinyin : cháng xiāng yù ; née Zhang Miaoling le 15 septembre 1923 et morte le 1er juin 2004) est une actrice d'opéra chinoise. Elle a notamment interprété l'histoire de Hua Mulan à travers la Chine pendant la guerre de Corée, et a joué dans une adaptation cinématographique sur le même sujet en 1956. Elle a également dirigé une compagnie, créé un répertoire, et participé à la création d’une école consacré à l’opéra Yue. Elle a été élue députée à l'Assemblée populaire nationale chinoise.

## Biographie
Chang est née en 1923 dans une famille d'agriculteurs pauvres du xian de Gong, dans le Henan, une province du centre-est de la Chine. Dès son plus jeune âge, alors qu’elle survit en mendiant,son père Zhang Fuxian, ancien acteur de théâtre de campagne, qui craint de devoir la vendre comme épouse, lui apprend à chanter et à interpréter les opéras Yue, alors en vogue . Elle apprend les rôles masculins, de combattants, et les rôles féminins, où prédomine le chant : les premières actrices n’apparaissent que dans les années 1930. Pour préserver sa famille, elle adopte un nom de scène.
À l'âge de treize ans, elle joue dans une représentation du classique chinois, l’Histoire du pavillon d'Occident (西廂記), de Wang Shifu. Elle reçoit le titre de Reine de l'Opéra Yue. En 1944, elle épouse un directeur d'école, Chang Xianzhang qui se met en retraite pour l’aider  dans sa carrière et pour créer avec elle une école d'enseignement de l'opéra Yue. L'école qui s'appelle la troupe Xiang Yu Opera ou compagnie Xangyu, ouvre ses portes en 1948 dans la capitale du Shaanxi Xi'an,.  Elle crée de nombreux airs, effectuant la synthèse d’airs existants dans de multiples variantes locales.
Au début de la guerre de Corée, Chang participe à des représentations d’une pièce consacrée à une héroïne féminine d’une légende chinoise, Hua Mulan, à travers la Chine, pour recueillir des fonds nécessaire à l’acquisition d’un avion militaire. Avec d'autres troupes d'opéra, elle a finalement récolté 1,52 milliard de yuans, assez pour un avion. En 1956, le Parti communiste chinois interdit l'importation de tous les films américains en Chine et nationalise les studios de cinéma du pays afin de produire des films aux messages pro-parti. Pour vanter la politique égalitaire entre les sexes, un film sur Mulan est tourné, avec Chang Xiangyu dans le rôle principal.
Pendant la révolution culturelle, dans les années 1960 et début des années 1970, elle devient la cible des gardes rouges. Elle est harcelée, traitée d’espionne et de contre-révolutionnaire, soumise à des simulacres d’exécution et battue tous les jours, mais continue à s’entraîner à son art.
Chang se lance aussi en politique et est élue à l'Assemblée populaire nationale, sur trois mandats successifs de 1954 à 1975, puis sur trois autres mandats de 1978 à 1993. En 1995, elle reçoit le prix National Advanced Worker pour sa contribution.